# Parque Lilacia
El Parque Lilacia en inglés : Lilacia Park, es un Arboreto y jardín botánico especializado en el cultivo de lilas y tulipanes de 8.5 acres (34,000 m²) en Lombard, Illinois.

## Localización
Lilacia Park, 150 South Park Avenue, Lombard, DuPage county, Illinois IL 60148 United States of America-Estados Unidos de América.
Planos y vistas satelitales.41°53′6.72″N 88°1′13.8″O / 41.8852000, -88.020500
El arboreto está generalmente abierto al público todos los días del año.

## Historia
El jardín fue creado en 1910 por el coronel William Plum y su esposa, Helen, quienes visitaron los jardines de lilas del famoso horticultor Victor Lemoine (1823-1911), en Nancy, Francia.
Regresaron con dos esquejes ("Mme. Casimir Perier", un doble blanco, y "Buchner Michel" una púrpura ligero doble), que constituyen la base de la colección actual.
Después de la muerte del coronel en 1927 los terrenos fueron donados a la ciudad como un parque público
El "Lilac Festival" de Lombard, se celebra desde 1929, conocido como "The Village Lila". Cada mes de mayo desde 1929, Lombard ha acogido la época de floración con una serie de eventos para los entusiastas de las lilas.

## Colecciones
El arboreto alberga a más de 200 variedades y cultivares de lilas y 50 variedades de  tulipanes, además de invernadero, edificios históricos, áreas de pícnic, y fuentes de agua potable.